# Endomychidae
Endomychidae là một họ bọ cánh cứng với các đại diện được tìm thấy ở tất cả các vùng sinh thái. Đây là một họ bọ cánh cứng chuyên ăn nấm.

## Phân loại học
Trước đây, họ này được phân loại với khoảng 120 chi và 1300 loài. Chúng được thành lập dựa trên chi cơ bản Endomychus, được Panzer mô tả đầu tiên vào năm 1795. Ban đầu, chúng được Crowson xếp vào liên họ Cucujoidea, cùng nhóm với họ Coccinellidae. Năm 2015, một nghiên cứu phát sinh loài phân tử năm 2015 cho thấy Cucujoidea là không đơn ngành và Endomychidae cũng đã được xấp xếp lại. Phân họ Anamorphinae Strohecker, 1953 được tách ra và được nâng lên thành một họ đầy đủ, Anamorphidae. Các phân họ Mycetaeinae Jacquelin du Val, 1857 và Eupsilobiinae Casey, 1895 cũng được tách ra khỏi họ Endomychidae, và cũng được phân loại lại thành các họ Mycetaeidae và Eupsilobiidae.
Các phân họ còn lại được xếp trong họ Endomychidae:
- Danascelinae Tomaszewska, 2000
- Endomychinae Leach, 1815 (gồm cả Stenotarsinae Chapuis, 1876)
- Epipocinae Gorham, 1873
- Leiestinae Thomson, 1863
- Lycoperdininae Bromhead, 1838
- Merophysiinae Seidlitz, 1872
- Pleganophorinae Jacquelin du Val, 1858
- Xenomycetinae Strohecker, 1962

Dưới đây là 70 chi được ghi nhận chính xác thuộc về họ Endomychidae:
- Acinaces Gerstaecker, 1858 g
- Aclemmysa Reitter, 1904 g
- Agaricophilus Motschulsky, 1838 g
- Amphisternus Germar, 1843 g
- Amphistethus Strohecker, 1964 g
- Ancylopus Costa, 1854 g
- Anidrytus Gerstaecker, 1858 i c g
- Aphorista Gorham, 1873 i c g b
- Archipines Strohecker, 1953 i c g
- Asymbius Gorham, 1896 g
- Atopomychus Tomaszewska & Szawaryn, 2013 g
- Atrichonota Arrow, 1925 g
- Avencymon Strohecker, 1971 g
- Beccariola Arrow, 1943 g
- Bolbomorphus Gorham, 1888 g
- Brachytrycherus Arrow, 1920 g
- Bystodes Strohecker, 1953 g
- Cholovocera Motschulsky, 1838 g
- Chondria Gorham, 1888 g
- Corynomalus Chevrolat in Dejean, 1836 i c g
- Cyclotoma Mulsant, 1851 i g
- Danae Reiche, 1847 i c g b
- Danascelis Tomaszewska, 1999 i c g
- Dapsa Latreille, 1829 g
- Dexialia Sasaji, 1970 g
- Dialexia Gorham, 1891 g
- Discolomopsis Shockley, 2006 g
- Displotera Reitter, 1877 g
- Ectomychus Gorham, 1888 g
- Eidorus g
- Endomychus Panzer, 1795 i c g b
- Ephebus Chevrolat in Dejean, 1836 i c g
- Epipocus Germar, 1843 i c g b
- Epopterus Chevrolat in Dejean, 1836 i c g
- Eucteanus Gerstaecker, 1857 g
- Eucymon g
- Eumorphus Weber, 1801 g
- Geoendomychus Lea, 1922 g
- Glesirhanis Shockley & Alekseev, 2014 g
- Hadromychus Bousquet & Leschen, 2002 i c g b
- Holoparamecus Curtis, 1833 i c g b
- Hylaia Guerin, 1857 g
- Hylaperdina Tomaszewska, 2012 g
- Idiophyes Blackburn, 1896 g
- Indalmus Gerstaecker, 1858 g
- Leiestes Chevrolat, 1836 g
- Lycoperdina Latreille, 1807 i c g b
- Meilichius Gerstaecker, 1857 g
- Merophysia Lucas, 1852 g
- Microxenus Wallaston, 1861 g
- Mycetina Mulsant, 1846 i c g b
- Mychothenus Strohecker, 1953 g
- Natalinus Tomaszewska, 2011 g
- Ohtaius Chûjô, 1938 g
- Palaeoestes Kirejtshuk & Nel, 2009 g
- Paniegena Heller, 1916 g
- Parasymbius Arrow, 1920 g
- Phymaphora Newman, 1838 i c g b
- Phymaphoroides Motschoulsky, 1857 g
- Pleganophorus Hampe, 1855 g
- Polymus Mulsant, 1846 g
- Pseudindalmus Arrow, 1920 g
- Rhanidea Strohecker, 1953 i c g b
- Saula Gerstaecker, 1858 i c g
- Sinocymbachus Strohecker & Chujo, 1970 g
- Stenotarsus Perty, 1832 i c g b
- Stethorhanis Blaisdell, 1931 i c g
- Trochoideus Westwood, 1833 i c g b
- Trycherus Gerstaecker, 1857 g
- Xenomycetes Horn, 1880 i c g b

Data sources: i = ITIS, c = Catalogue of Life, g = GBIF, b = Bugguide.net

Các chi đã tuyệt chủng
- Burmalestes Tomaszewska and Ślipiński, 2018[7] Burmese amber, Myanmar, Cenomanian
- Cretolestes Tomaszewska, Ślipiński and Ren, 2018[7] Burmese amber, Myanmar, Cenomanian
- Cretaparamecus Tomaszewska, Ślipiński, Bai and Zhang, 2018[7] Burmese amber, Myanmar, Cenomanian
- Palaeomycetes Tomaszewska, Ślipiński and Ren, 2018[7] Burmese amber, Myanmar, Cenomanian
- Zemyna Tomaszewska, 2018[7] (replaced name Laima Alekseev and Tomaszewska, 2018): Baltic amber, Eocene

## Hình ảnh

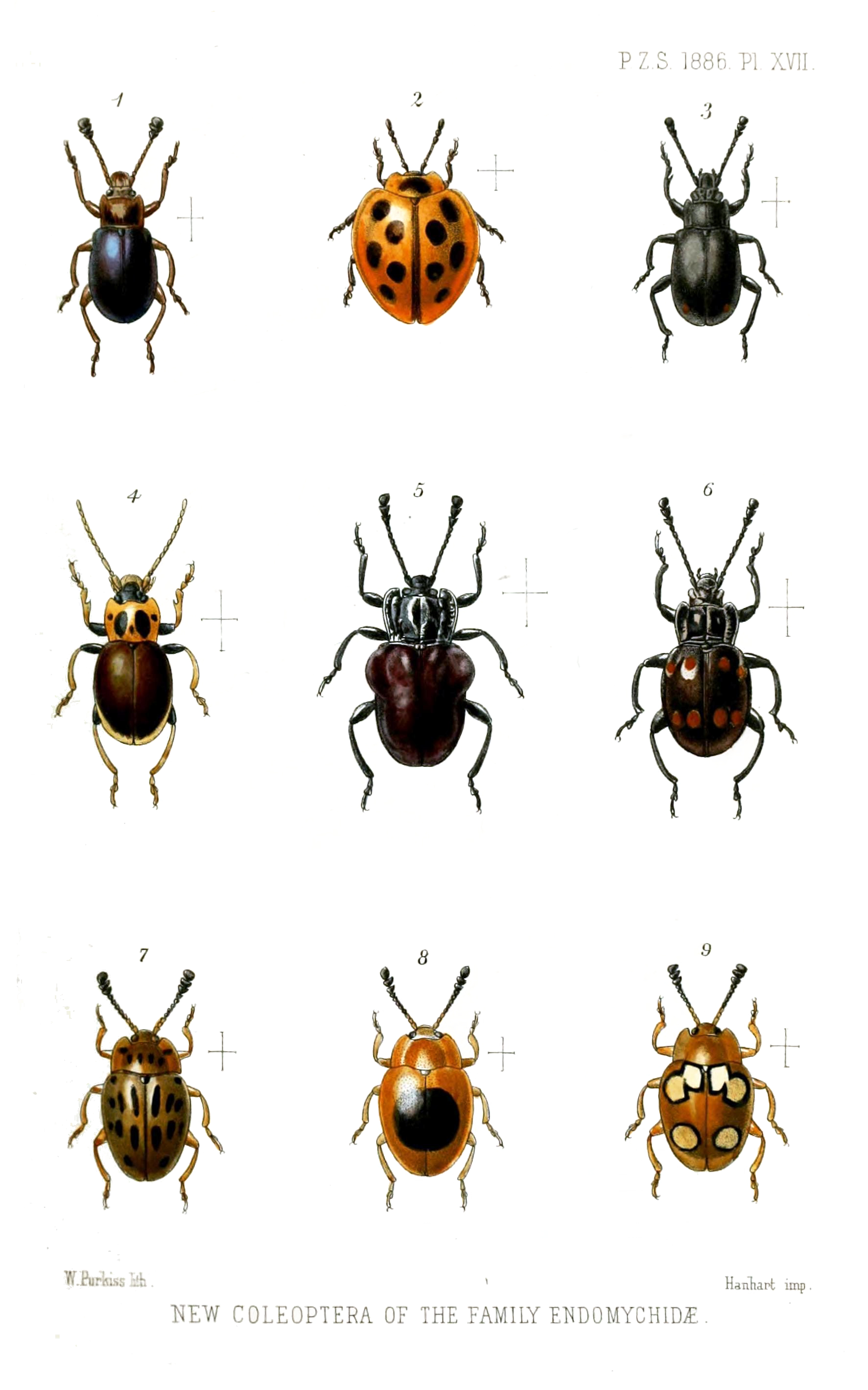
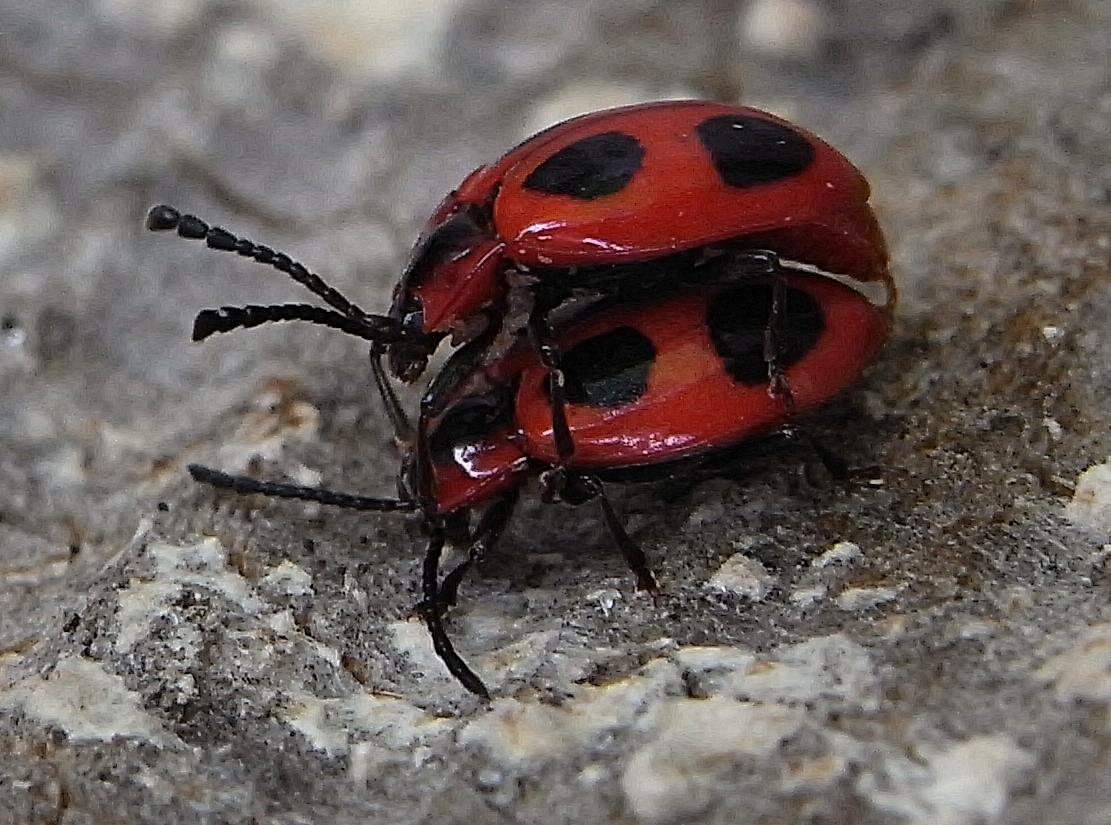
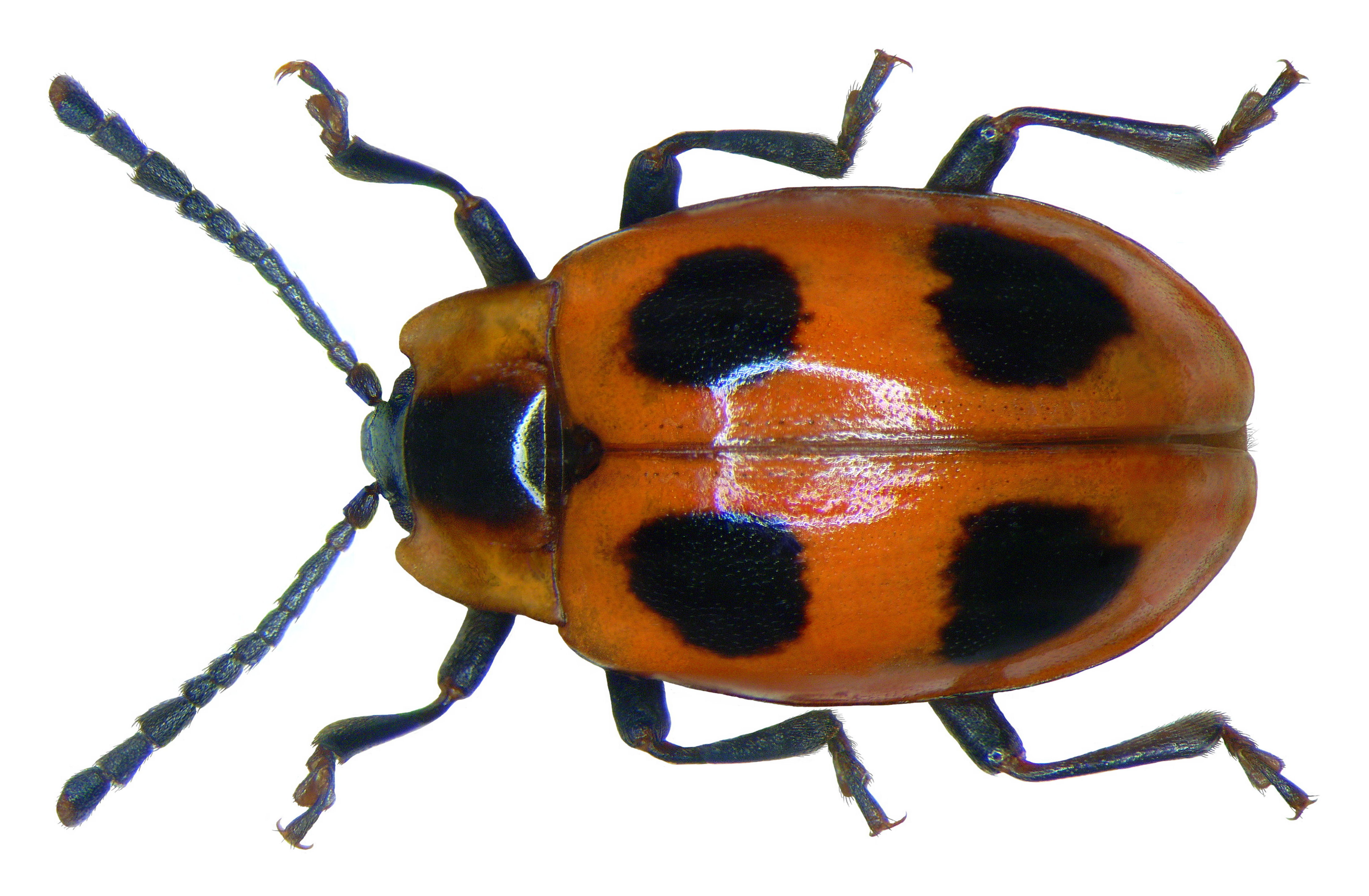
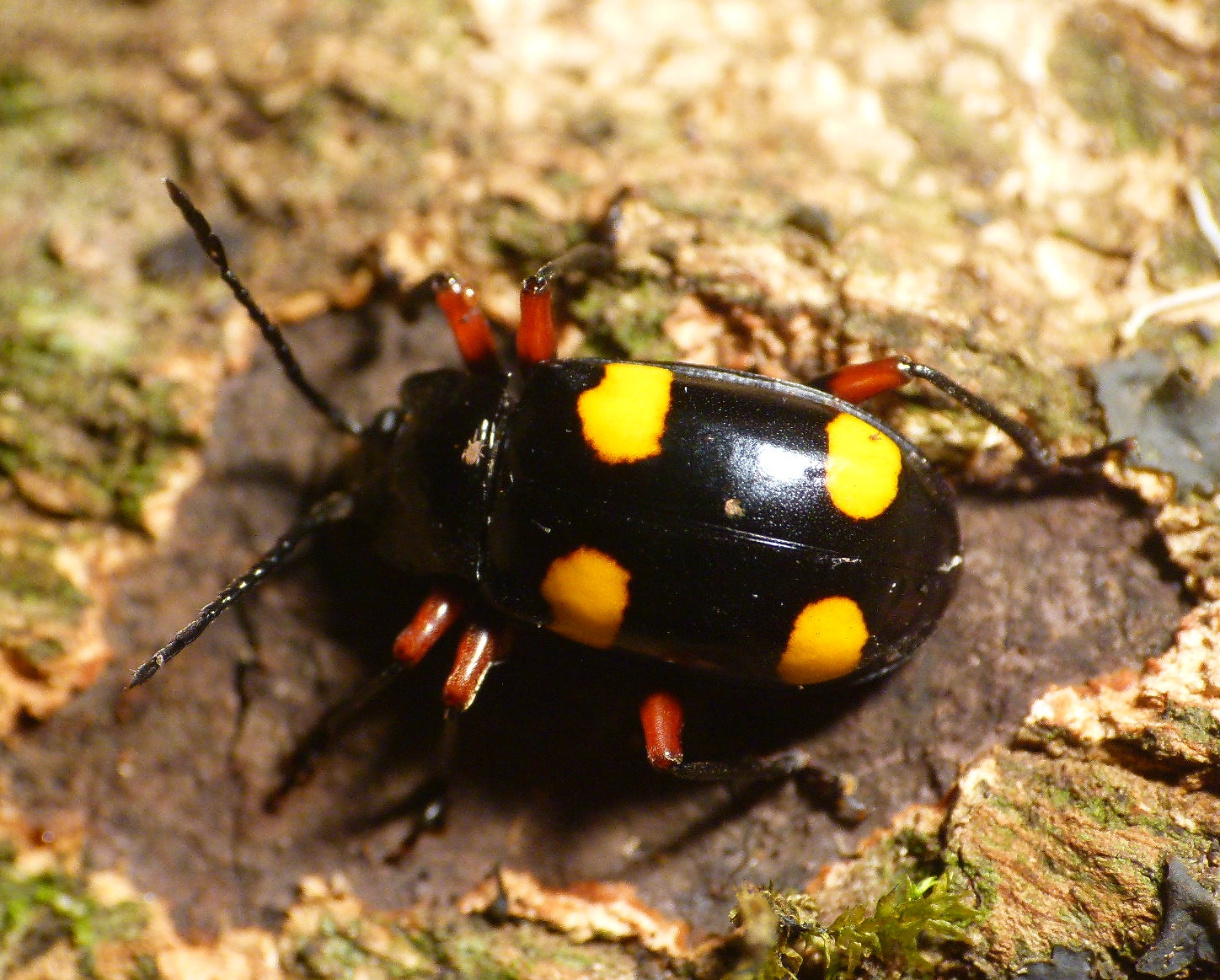
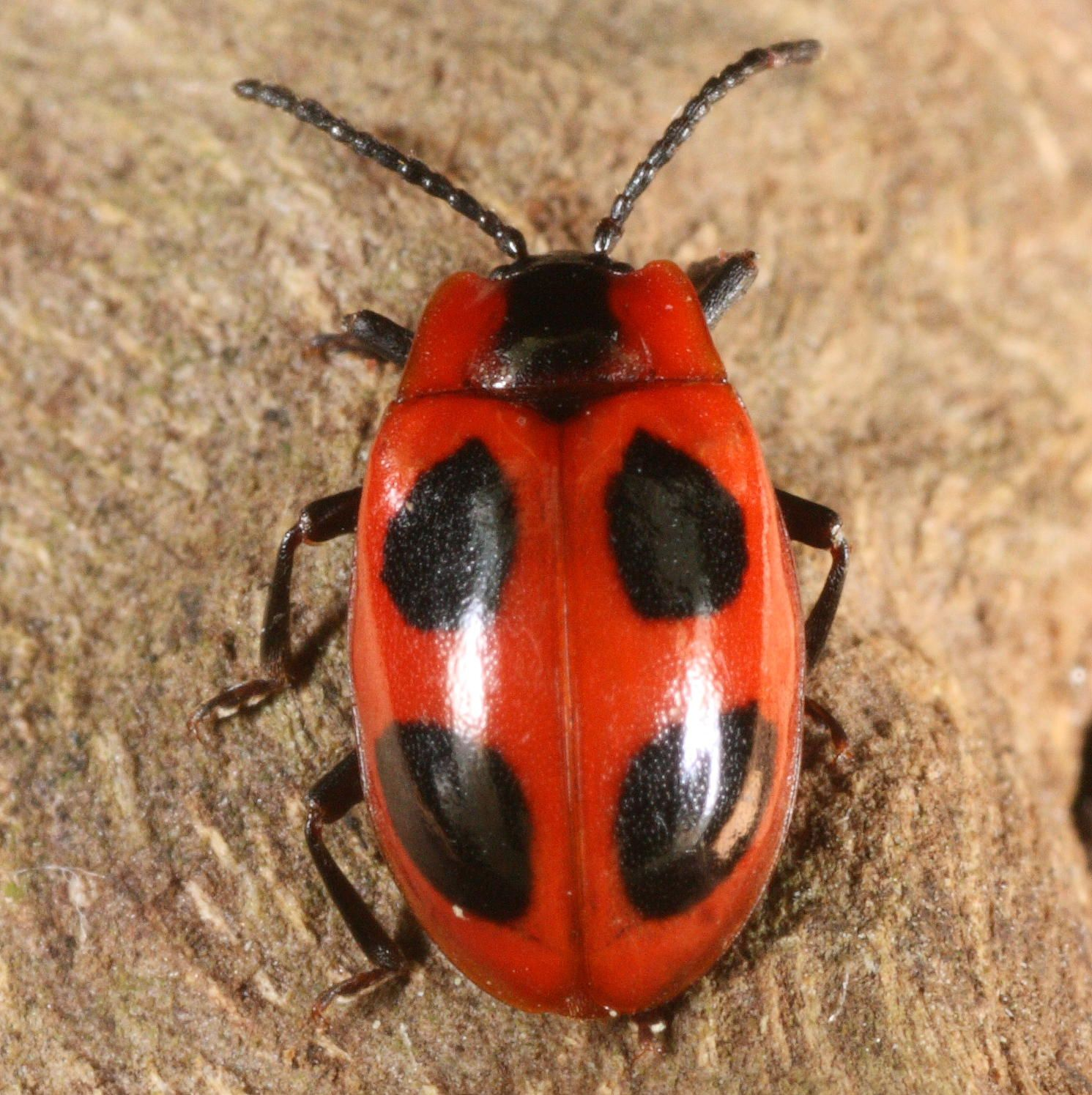
Endomychus coccineus